# Volkmar Welker
Volkmar Welker (* 18. März 1964) ist ein deutscher Mathematiker und Universitätsprofessor an der Philipps-Universität Marburg.

## Leben
Nach dem Abitur am Platen-Gymnasium Ansbach im Jahr 1983 begann Welker ein Studium der Mathematik an der Universität Erlangen-Nürnberg, welches er 1988 mit dem Diplom in Mathematik abschloss. Ab 1989 war er als wissenschaftlicher Mitarbeiter am Lehrstuhl für Informatik I der Universität Erlangen-Nürnberg tätig. 1990 erfolgte die Promotion bei Hans Kurzweil. Das Thema seiner Dissertation lautete „Homotopie im Untergruppenverband einer auflösbaren Gruppe“.
Nach Forschungsaufenthalten am Mittag-Leffler-Institut der Königlich Schwedischen Akademie der Wissenschaften in Stockholm (Postdoc-Stipendium) und dem Massachusetts Institute of Technology in den USA war er von 1994 bis 1998 an der Universität Essen mit einem Habilitationsstipendium der Deutschen Forschungsgemeinschaft (DFG) wissenschaftlich tätig. 1995 habilitierte er über „Partition Lattices, Group Actions on Subspace Arrangements & Combinatorics of Discriminants“ und wurde mit dem Heinz-Maier-Leibnitz-Preis 1995 sowie dem Gottschalk-Diederich-Baedeker-Preis 1997 der Universität Essen ausgezeichnet. 1998 erhielt er ein Heisenberg-Stipendium der DFG und wechselte an die TU Berlin.
1999 wurde er schließlich auf eine C3-Professur für Mathematik an die Philipps-Universität in Marburg berufen. Seit 2002 hat er dort einen Lehrstuhl für Mathematik inne und leitet im Fachbereich Mathematik und Informatik die Arbeitsgruppe Diskrete Mathematik.
Sein Forschungsschwerpunkt liegt auf dem Gebiet der algebraischen und geometrischen Kombinatorik.